# Jacek Andrucki

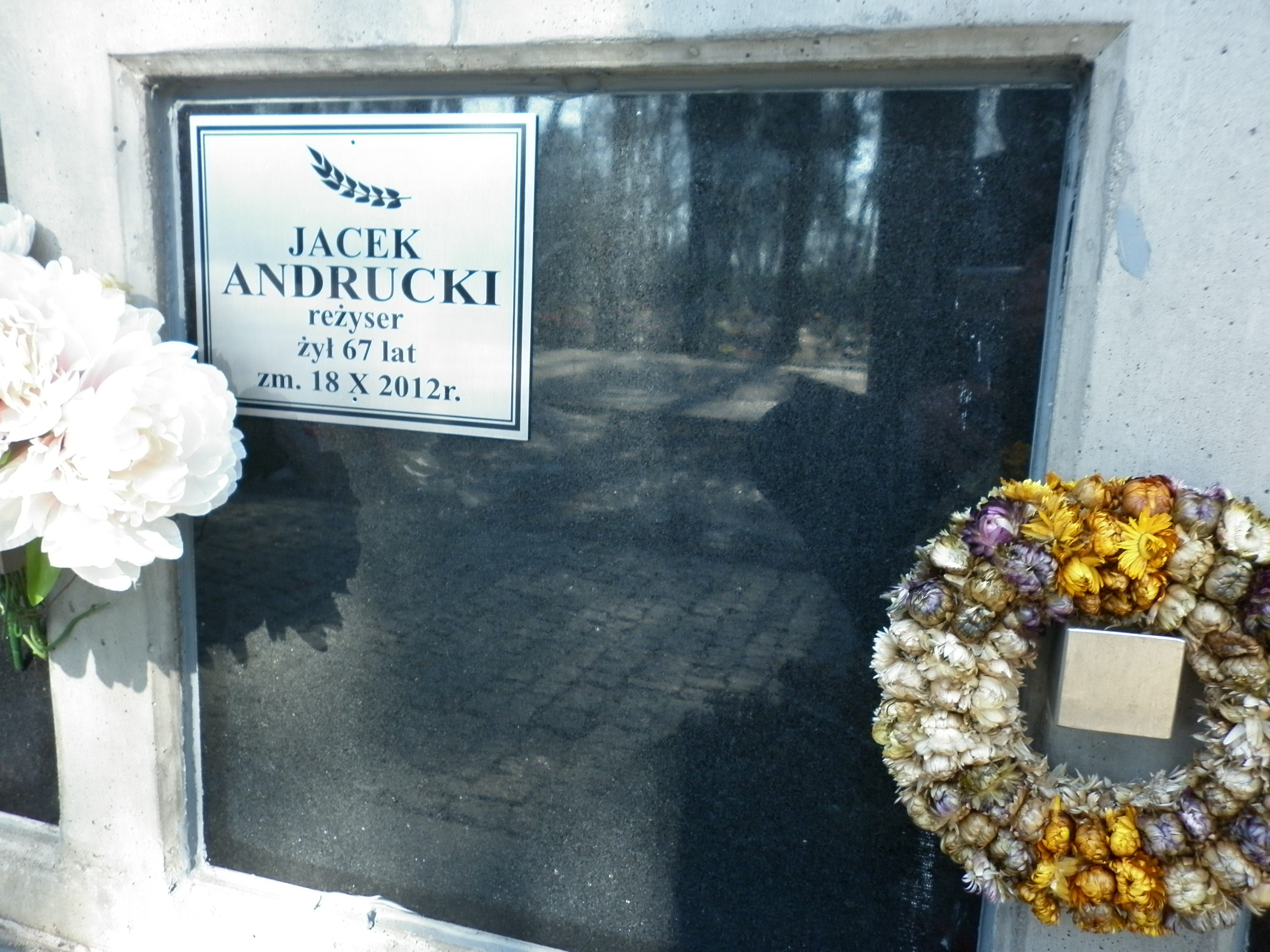
Grób Jacka Andruckiego na Cmentarzu Wojskowym na Powązkach

Jacek Andrucki (ur. 31 marca 1945 w Krakowie, zm. 17 października 2012 w Warszawie) – polski reżyser i aktor teatralny i filmowy.

## Życiorys
W 1967 rozpoczął studia na Wydziale Aktorskim w Państwowej Wyższej Szkole Filmowej, Telewizyjnej i Teatralnej w Łodzi, po ukończeniu ich w 1971 grał na scenach teatrów w Łodzi, Gdańsku i Grudziądzu. W sezonie 1972/1973 występował w Teatrze Polskim we Wrocławiu, a następnie wyjechał do Krakowa, gdzie otrzymał angaż w Teatrze Starym. Od 1976 był aktorem warszawskiego Teatru na Woli, równocześnie rozpoczął wówczas studia na Wydziale Reżyserskim Państwowej Wyższej Szkoły Teatralnej. 
Po otrzymaniu dyplomu ukończenia porzucił aktorstwo na rzecz reżyserii, od 1985 przez rok był dyrektorem Teatru Dramatycznego im. Aleksandra Węgierki w Białymstoku, od 1989 przez rok Bałtyckiego Teatru Dramatycznego im. Juliusza Słowackiego w Koszalinie, a w latach 1992-1994 Tarnowskiego Teatru im. Ludwika Solskiego w Tarnowie. Pochowany na Cmentarzu Wojskowym na Powązkach (AIII-5-7).